# Halina Wiśniewska
Halina Maria Wiśniewska (ur. 22 września 1920 w Milanówku, zm. 8 lutego 2011) – polska architektka-urbanistka, instruktorka Związku Harcerstwa Polskiego, harcmistrzyni, wieloletnia instruktorka Wydziału Historii Seniorów Głównej Kwatery ZHP, współtwórczyni Muzeum Harcerstwa w Warszawie.

## Harcerstwo
W 1931 roku wstąpiła do 10 WŻDH im. ks. J. Sułkowskiego. Przyrzeczenie Harcerskie złożyła w grudniu 1932. 
W czasie wojny w latach 1939–1944 była drużynową 10 WDH-ek, komendantką Hufca Harcerek Mokotów oraz pełniła funkcję w sanitariacie Wojskowej Służby Kobiet AK. W 1944 roku otrzymała stopień harcmistrzyni. 
W latach 1945–1949 była komendantką Hufca Harcerek Śródmieście i członkinią komendy Warszawskiej Chorągwi Harcerek ZHP. W 1949 roku przerwała działalność instruktorską.
Podjęła ją ponownie dopiero w 1971 roku. W latach 1972–1976 była komendantką kręgu instruktorskiego „Gromada  Włóczęgów” 1 Warszawskiej Drużyny Harcerskiej „Czarna Jedynka” przy VI LO im. Tadeusza Reytana. W 1977 roku została usunięta z PZPR, do której należała od 1964 roku. Później działała w komendzie i Radzie Hufca Mokotów, Radzie Chorągwi Stołecznej. 
Wspólnie z trójką przyjaciół (Anną Zawadzką, Stefanem Mirowskim i Janem Rossmanem) współtworzyła tzw. Bandę Czworga, która dążyła do przeprowadzenia zmian w ZHP, ukoronowanych przywróceniem tradycyjnego Prawa i Przyrzeczenia Harcerskiego i nowym Statutem, przyjętym na XXVIII Walnym Zjeździe w grudniu 1990 roku.
W latach 1997–1999 pełniła funkcję komendantki Hufca ZHP Warszawa-Mokotów. Od 1990 działała w Komisji Historycznej Chorągwi Stołecznej ZHP, a w latach 1991–2011 była zastępczynią jej przewodniczącego. W latach 2000–2001 współtworzyła Muzeum Harcerstwa w Warszawie. 

## Wykształcenie i praca zawodowa
W 1938 roku zdała maturę w gimnazjum im. Anieli Wereckiej w Warszawie. Studiowała architekturę w Brukseli, a potem na tajnej Politechnice. 
Jako architekt-urbanista pracowała zawodowo od roku 1945 do 1980, m.in. w Biurze Odbudowy Stolicy i w Komitecie, a następnie Instytucie Urbanistyki i Architektury. Była autorem wielu projektów i opracowań, specjalistką w dziedzinie programowania urbanistycznego, brała udział w wielu konkursach i konferencjach. Była członkiem honorowym Towarzystwa Urbanistów Polskich.

## Książki
- Halina Wiśniewska: Gawędy druhny Babci. Warszawa: Harcerskie Biuro Wydawnicze Horyzonty, 2001. Brak numerów stron w książce

## Odznaczenia
- Krzyż Oficerski Orderu Odrodzenia Polski (16 maja 2001)[3]
- Krzyż Kawalerski Orderu Odrodzenia Polski[4]
- Złoty Krzyż Zasługi[4]
- Srebrny Krzyż Zasługi[4]
- Złoty Krzyż „Za Zasługi dla ZHP”[4]
- Krzyż „Za Zasługi dla ZHP” z "Rozetą-Mieczami"[4]
- Medal 10-lecia Polski Ludowej[4]
- Medal 30-lecia Polski Ludowej[4]
- Złota Odznaka Honorowa Towarzystwa Urbanistów Polskich[4]
- Złota Honorowa Odznaka Odbudowy Warszawy[4]
- Złota Odznaka honorowa „Za Zasługi dla Warszawy”[4]
- Medal 400-lecia Stołeczności Warszawy[4]
- Medal „Za zasługi dla Mokotowa”[4]